# 6939 Лестон
6939 Лестон (6939 Lestone) — астероїд головного поясу, відкритий 22 вересня 1952 року.
Тіссеранів параметр щодо Юпітера — 3,371.